# باول غودوين
باول غودوين (بالإنجليزية: Paul Goodwin)‏ هو موزع وموسيقي بريطاني، ولد في 2 سبتمبر 1956.

## وصلات خارجية
- باول غودوين على موقع IMDb (الإنجليزية)
- باول غودوين على موقع ميوزك برينز (الإنجليزية)
- باول غودوين على موقع أول ميوزيك (الإنجليزية)
- باول غودوين على موقع ديسكوغز (الإنجليزية)